# Üfingen
Üfingen ist einer der insgesamt 31 Stadtteile der kreisfreien Stadt Salzgitter in Niedersachsen, gelegen in der Ortschaft Nordost. Üfingen gehörte bis zum 28. Februar 1974 zum Landkreis Wolfenbüttel.

## Geographie
Üfingen ist der nördlichste Stadtteil Salzgitters und bildet im Nordwesten eine Stadtgrenze zum Landkreis Peine. Südlich des Dorfs verläuft die Bundesautobahn 39.
Üfingen liegt am Stichkanal Salzgitter und zählt damit zu den sogenannten „Kanaldörfern“ Salzgitters. Eine der beiden Schleusen dieses Kanals für Binnenschiffe liegt bei Üfingen.
Rings um den Ort befinden sich großflächige landwirtschaftliche Flächen. Diese werden von einem im Ort ansässigen Gut verwaltet und betreut.

## Geschichte
Die Ersterwähnung Üfingens findet sich in einer Urkunde des Bischofs Bernhard von Hildesheim. In dieser am 23. September 1151 ausgestellten Aufzählung der Besitztümer des Bistums Hildesheim wird Üfingen unter dem Namen Wingen genannt. Der Name wandelte sich danach über Uvingen (1299), Uvinghe (1382), Uvingen (1586) zu Ufingen und Üfingen (beide 1630), seitdem hat sich die heutige Schreibweise etabliert.
Die erste Besiedlung erfolgte wahrscheinlich schon 150 Jahre zuvor, aus dieser Zeit stammen auch die umliegenden Ortschaften Beddingen und Thiede – heute Stadtteile von Salzgitter. Die Endsilbe „-ingen“ findet sich häufig bei Ortsgründungen des 10. und 11. Jahrhunderts, im Norddeutschen wird damit eine Wiese oder ein Anger bezeichnet. Die erste Namenssilbe „uf“ deutet auf die Lage an einem Bach oder Fluss hin – Üfingen liegt an der Aue, einem Nebenfluss der Fuhse.
1849 wurde in Üfingen die erste Zuckerfabrik im Herzogtum Braunschweig gegründet. Initiator war der damalige Besitzer des Rittergutes – Carl-Franz von Hoyer-Rotenheim. Diese Fabrik wurde 1926 geschlossen und die Produktion nach Broitzem (bei Braunschweig) verlegt.
Im Zusammenhang mit dem Aufbau der Reichswerke Hermann Göring wurde im Herbst 1943 bei Üfingen das Lager 44 errichtet. Es beherbergte anfänglich italienische und englische Kriegsgefangene, die zu Bauarbeiten in der näheren Umgebung herangezogen wurden. Das Lager wurde am 8. April 1945 geschlossen und die Kriegsgefangenen wurden an andere Orte verlegt.
Im Rahmen der niedersächsischen Gebiets- und Verwaltungsreform wurden die Ortschaften Sauingen und Üfingen, die bis dahin zum Landkreis Wolfenbüttel gehörten, am 1. März 1974 in die Stadt Salzgitter als 30. und 31. Stadtteil eingemeindet, da diese – so die damalige Begründung – im Einzugsbereich von Salzgitter liegen.

### Gut Nortenhof

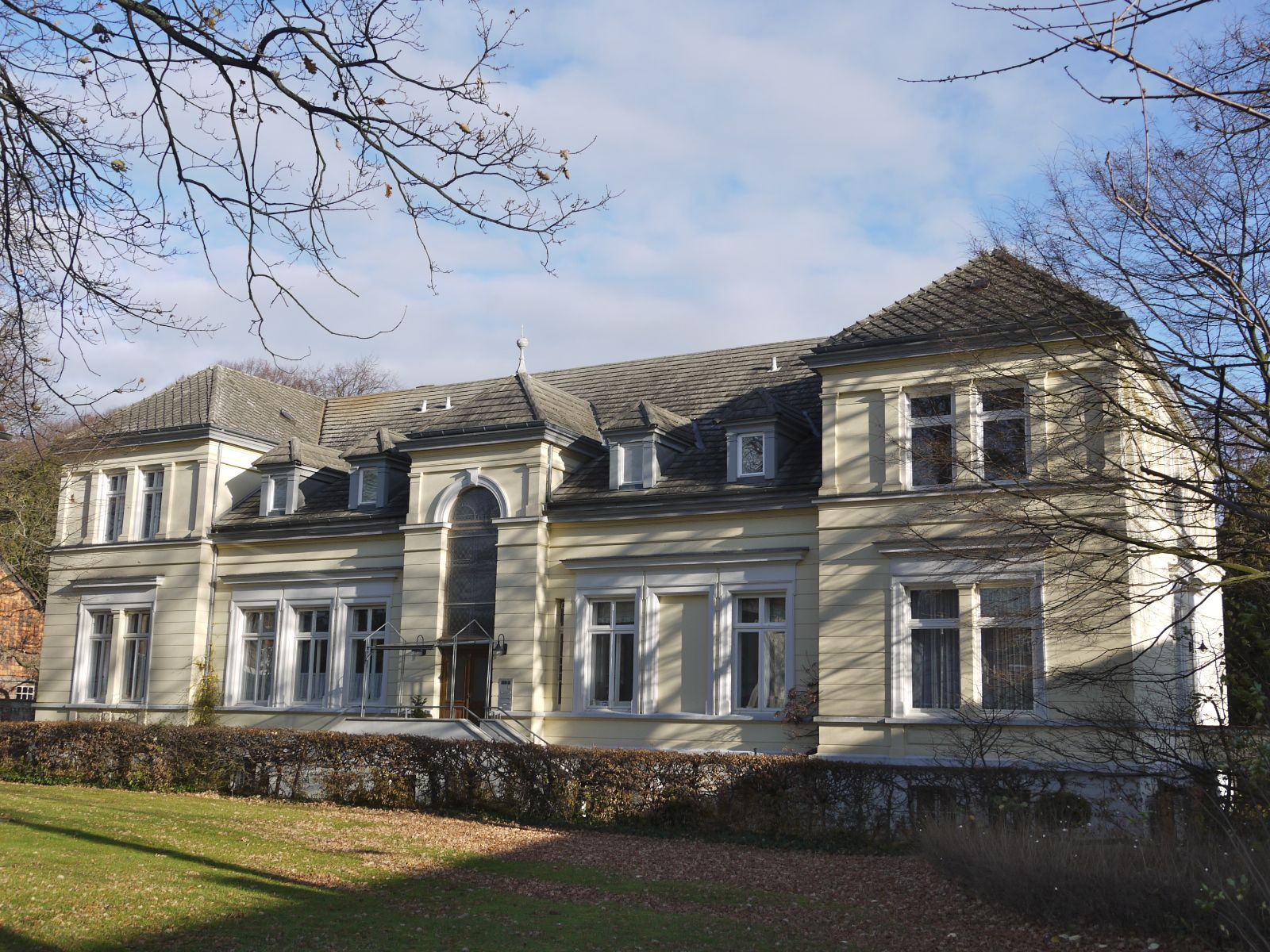
Gutshaus von Salzgitter-Üfingen

Nortenhof ist heute ein (Orts-)Teil von Üfingen. Urkundlich wurde Nortenhof zum ersten Male am 24. Januar 1007 in der Steterburger Urkunde erwähnt. Hierin bestätigt König Heinrich II. der Frederunda – Tochter des Grafen Altmann von Ölsberg – den Besitz von Ländereien für die Errichtung und Unterhaltung eines Frauenklosters in Steterburg und nimmt diese unter seinen Schutz. Unter den aufgezählten Besitztümern befindet sich auch Land in Nortenhof – damals Northem genannt.
Der Ortsname wechselte später von Northem über Northeim, Northum, Nortem und Noerten zur heutigen Bezeichnung. Nortenhof gehörte zunächst zum Domstift St. Blasien in Braunschweig. 1187 fiel es an das Stift Steterburg, das den Weiler als halb selbstständiges Vorwerk betrieb. 1641 wurde das Stift bei den Auseinandersetzungen um Braunschweig und Wolfenbüttel vollständig zerstört und erst nach 1650 langsam wieder aufgebaut.
1923 wurde das vorher zu Steterburg (heute Teil von Salzgitter-Thiede) gehörende Vorwerk mit Üfingen vereinigt. 1938 wurden die Güter von Nortenhof durch die Reichswerke Hermann Göring übernommen und unterstanden von da an der Güterverwaltung der Reichswerke. Diese wurde später zur Güterverwaltung der staatlichen Salzgitter AG. Nach dem Wechsel zur Preussag AG (ab 2002 TUI) wurde das Gut Nortenhof 2005 von der Niedersächsischen Landgesellschaft (NLG) gekauft.

### Bevölkerungsentwicklung
In einer Kopfsteuerbescheinigung von 1678 werden für Üfingen 108 steuerpflichtige Personen aufgezählt, im benachbarten Stift Nortenhof waren es 104 Personen.
Durch den Zuzug von Vertriebenen hatte die Einwohnerzahl 1947 mit etwa 1200 ihr Maximum erreicht. Seit 2006 ist diese wieder auf unter 900 gefallen.
| Jahr | Einwohner |
| ---- | --------- |
| 1821 | 374       |
| 1848 | 396       |
| 1871 | 700       |
| 1925 | 679       |
| 1933 | 617       |
| 1939 | 1179      |
| 1946 | 1000      |
| 1950 | 1077      |
| 1961 | 842       |

| Jahr | Einwohner |
| ---- | --------- |
| 1970 | 787       |
| 1980 | 874       |
| 1990 | 849       |
| 2000 | 931       |
| 2006 | 867       |
| 2010 | 830       |
| 2012 | 844       |
| 2014 | 807       |
| 2016 | 790       |

| Jahr | Einwohner |
| ---- | --------- |
| 2018 | 820       |
| 2019 | 835       |
| 2020 | 815       |
| 2021 | 790       |
| 2022 | 812       |
| 2023 | 775       |
| 2024 | 791       |

## Politik

### Wappen
| Wappen von Üfingen | Blasonierung: „Gespalten von Rot und Gold, ein beblatteter Stamm in verwechselten Farben.“ |
| Wappen von Üfingen | Wappenbegründung: Üfingen hat zwei geschichtliche Wurzeln: das eigentliche Üfingen und das ehemalige Dorf Nortenhof – früher Northeim genannt –, das durch schwere Schicksalsschläge entvölkert wurde und bis auf die Domäne von der Landkarte verschwand. Doch bilden die Nortenhöfer heute einen Teil der Üfinger Einwohnerschaft, und deswegen war es ein Anliegen des Bürgervereins, durch ein Symbol, das beide Ortskerne gleichberechtigt würdigt, die Integration der Üfinger und Nortenhöfer zu fördern. Zugleich drückt der Baumstamm mit den beiden Blättern die Hoffnung auf eine gemeinsame gedeihliche Zukunft aus. Das Dorf, schon in frühgeschichtlicher Zeit ein Grenzort zwischen dem Lerigau und dem Astfalagau, lag vom 12. bis zum 18. Jahrhundert im Spannungsfeld zwischen dem Herzogtum Braunschweig und dem Fürstbistum Hildesheim. Beider Stammwappenfarben waren Gold-Rot, die im Wappen beiderseits der durch die Spaltung angedeuteten Grenze wiederkehren. Das Wappen wurde vom Heraldiker Arnold Rabbow gestaltet und am 13. November 2002 von einer Bürgerversammlung einstimmig angenommen. |

## Religion

### Kirche

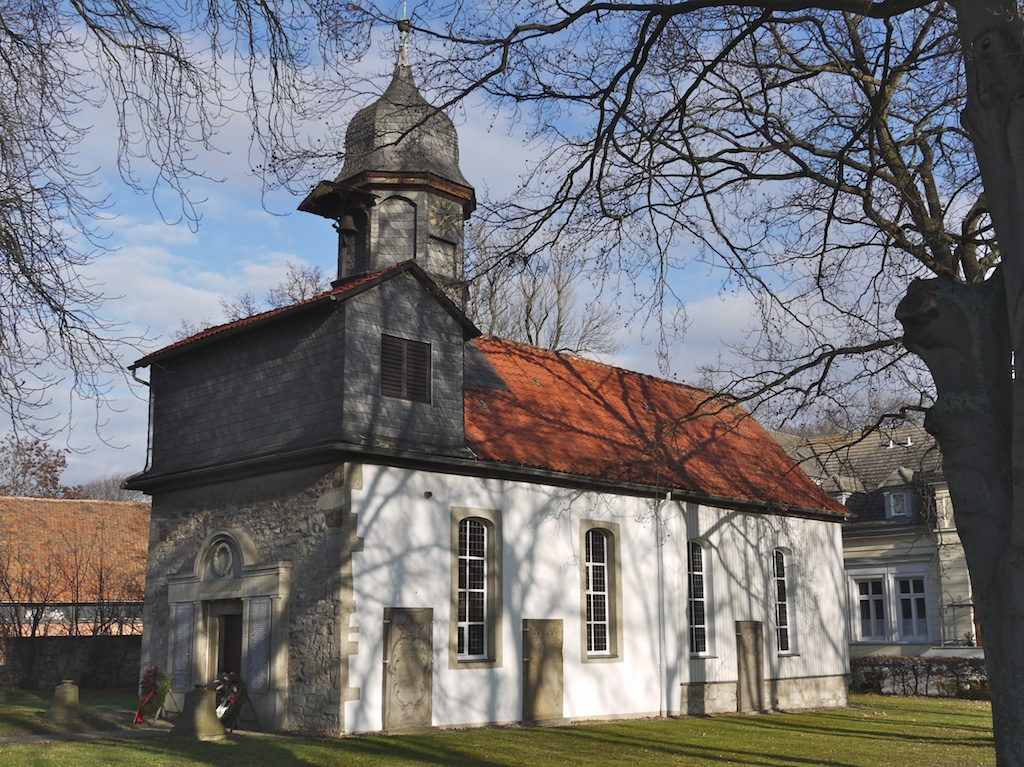
Kirche von Salzgitter-Üfingen

Über die erste Kirche von Üfingen gibt es keine verlässlichen Aufzeichnungen. Es wird aber angenommen, dass die alte Kirche um 1250 gebaut wurde, denn 1260 wird für Üfingen bereits ein Pfarrer Hermann genannt. Erster evangelischer Pfarrer ist Georg Pithan, dem 1560 Zacharias Biethan folgt. Seit der Reformationszeit lag der Sitz der Pfarrei meistens im benachbarten Sauingen.
Das alte Kirchengebäude von Üfingen wurde 1729 erweitert – man riss dazu die Ostwand ab und verlängerte dort die Kirche auf das Doppelte. Es handelt sich um eine rechteckige Saalkirche aus Bruchsteinmauerwerk und Fachwerk. Ein achteckiger Dachreiter mit Zwiebelturm trägt die Kirchenglocken, dieser wurde etwa 1840 auf das Dach gesetzt. An der Außenwand stehen historische Grabplatten vom alten Friedhof in Nortenhof, die nach dem Zweiten Weltkrieg hierhin umgesetzt worden waren.
Am 30. Januar 1964 wurden die zu diesem Zeitpunkt 105 Jahre alten Stahl-Kirchenglocken durch 2 neue Bronzeglocken ersetzt, die alten Glocken stehen heute neben dem Eingang zur Kirche.
Es wird angenommen, dass auch Nortenhof vor 1700 eine eigene Kirche besaß, denn bis zu dieser Zeit sind Amtshandlungen zu Nortenhof in den Kirchenbüchern der umliegenden Gemeinden nicht vermerkt. Nach und nach übernahmen die Pfarreien von Üfingen und Sauingen die kirchlichen Aufgaben von Nortenhof.

## Vereinswesen
- Schweinekasse – Schweineversicherungsgesellschaft zu Uefingen und Sauingen von 1884 bis 2005